# Делакроа, Иван Иванович
Иван Иванович Делакроа (фр. Johann Anton Friedrich de la Croix; 1781—1852) — российский офицер, писатель

, переводчик и педагог.

## Биография
Иван Делакроа родился 26 августа 1781 года в селе Малыковке Саратовской губернии (ныне Вольск). Сын бельгийского дворянина, поручика австрийской службы; получив хорошее домашнее образование, он в 1793 году поступил на службу в Воронежский гусарский полк; но, пробыв там всего около четырёх лет, перевелся на службу в канцелярию юстиц-коллегии лифляндских, эстляндских и финляндских дел. 
Два года спустя Делакроа уже преподавал в Казани и в местной гимназии французский язык. 
В 1801 году Делакроа определился в Митаве в канцелярию тогдашнего генерал-губернатора, князя Голицына, и в то же время преподавал в митавской гимназии русский язык. Переведенный вскоре в Санкт-Петербург, он служил сначала в комиссии составления законов, а потом в департаменте мануфактур. 
В 1808 году он сопровождал в Париж герцога Александра Виртембергского и оставался при русском посольстве около двух лет. 
Вернувшись в Петербург, Делакроа поступил в особую канцелярию министерства полиции, но через два года он опять в Митаве, где и оставался почти до самой смерти, пробыв 36 лет директором канцелярии Курляндского губернатора; за год до смерти его назначили в Дерпт цензором. 
Литературная деятельность Делакроа была весьма обширна и разнообразна. Едва ли не первым печатным произведением его был, следующий перевод с русского, под заглавием: «Welch ein Tag! oder die sieben Weiber, eme allegorische Erzählung», за которым последовали в том же 1805 год — перевод новых повестей госпожи Стефани-Фелисите Дюкре де Сент-Обен Жанлис (часть № І), и «Panteon der russischen Litteratur» (Рига 1805, год). 
В 1807 году Делакроа с Фёдором Шредером предпринял издание политического журнала: «Гений времён», в котором не ограничивался одним обозрением политических событий, а подвергал их критической оценке и определял их значение; но этот журнал в том же году и прекратил свое существование. 
В бытность в Париже он едва ли не впервые обнаружил свои музыкальные и композиторские таланты, издав: «Französische Romansen» (Paris, 1809 г.). После этого в литературной деятельности Делакроа наступает большой перерыв, продолжавшийся, судя, по крайней мере, по печатным произведениям, до 1835 года, когда вышла в свет его небезызвестная: «Всемирная панорама или галерея привлекательных видов, ландшафтов, памятников и развалин всего мира», части І и II (Рига, 1835—1837 гг.); далее следовали: «Греция, или галерея достопамятных видов и развалин этой классической земли» (Рига, 1837), «Швейцария» (1837); «Картины России», П. Свиньина на русском, немецком и французском языках; (1840 г.); немецкий перевод «История Суворова» Н. А. Полевого (1850) и «Dramatische wersuche» (1852), куда вошли: «Splitter und Balken» (двухактная комедия в стихах), «Die Hausfbreunde» (одноактная комедия в стихах) и «Uelertreibungen über Processucht und genesung» (трехактная комедия в стихах). Кроме того И. И. Делакроа написал множество небольших статей в периодических печатных органах, много стихотворений и, среди прочего, патриотическую театральную пьесу, под заглавием: «Хижина под Москвою».
Иван Иванович Делакроа скончался 19 апреля 1852 года в Дерпте.